# Чемпионат Казахстана по баскетболу среди женщин 2016/2017
Чемпионат Казахстана по баскетболу 2016/2017 — является 25-м сезоном Национальной лиги национальной федерации баскетбола Казахстана. Отстаивать свой титул в первый раз будет чемпион Казахстана 2015/2016 «Окжетпес».

## Регламент
- 1 этап. Регулярный Чемпионат.

Команды играют 6 кругов мини турами. Каждая команда проводит по два мини тура у себя дома. На каждом мине-туре команды играют вкруг по одной игре между собой.
- 2 этап. Финал.

- - Полуфинал:

Команды «Национальной лиги» по итогам Регулярного Чемпионата распределяют места с первого по третье согласно набранным очкам и получают номера с первого по третье соответственно. Номер четыре получает команда, занявшая по итогам Высшей лиги первое место. Команды, играющие в финале, образуют следующие полуфинальные пары: 1-4 и 2-3. Игры полуфинала играются до 2-х побед.
- - Финал.

За первое место играют победители пар 1-4 и 2-3. Проигравшие в парах 1-4, 2-3 играют за 3-место. Игры финала проводятся до 2-х побед. Все игры ½ финала и финала играются в одном городе.
Право проведения игр финала получает команда, занявшая первое место по итогам Регулярного Чемпионата Национальная лига.

## Участники
| Клуб         | Город    | Стадион             | Вмест. | Гл. тренер         | Легионеры                                       |
| ------------ | -------- | ------------------- | ------ | ------------------ | ----------------------------------------------- |
| Иртыш-ПНХЗ   | Павлодар | СКЦС «Автомобилист» | 1 500  | Евгений Овсянников | Виктория Шматова Оксана Степанюк Дарья Королёва |
| Окжетпес     | Кокшетау | СК ОСДЮШОР № 3      | 1 500  | Вячеслав Андреев   | Дарья Панасюк Анна Коняхина Татьяна Григорьева  |
| Тигры Астаны | Астана   | Велотрек «Сарыарка» | 9 270  | Виталий Стребков   | Ольга Дубровина Ганна Зарицкая                  |

## Регулярный чемпионат

### Результаты игр
| 21.10 | Окжетпес     | — | Иртыш-ПНХЗ   | 51 : 64  | Дарья Панасюк (15) Виктория Шматова (19)                                              | Дарья Панасюк (14) Александра Алимбекова, Мария Писарёва (9)                                | Ангелина Михайлова (5) Эльмира Мусалимова (5)                                                   |
| 22.10 | Иртыш-ПНХЗ   | — | Тигры Астаны | 41 : 77  | Виктория Шматова (11) Анна Винокурова (21)                                            | Эльмира Абикеева, Эльмира Мусалимова (5) Анна Винокурова (12)                               | Эльмира Абикеева (3) Ольга Дубровина (7)                                                        |
| 23.10 | Тигры Астаны | — | Окжетпес     | 91 : 31  | Мария Астапенко (18) Толганай Ермагамбетова, Дарья Панасюк (14)                       | Оксана Иванова (6) Ангелина Михайлова (8)                                                   | Залина Куразова, Екатерина Карнова (6) Дарья Панасюк (4)                                        |
| 28.11 | Окжетпес     | — | Тигры Астаны | 61 : 84  | Дарья Панасюк (20) Надежда Кондракова (21)                                            | Ангелина Михайлова (11) Ольга Дубровина (7)                                                 | Айгерим Алданышева (6) Ольга Дубровина (11)                                                     |
| 29.11 | Тигры Астаны | — | Иртыш-ПНХЗ   | 100 : 45 | Надежда Кондракова (24) Виктория Шматова (16)                                         | Оксана Иванова, Залина Куразова, Надежда Кондракова, Ганна Зарицкая (6) Оксана Степанюк (9) | Ольга Дубровина (7) Виктория Шматова (4)                                                        |
| 30.11 | Иртыш-ПНХЗ   | — | Окжетпес     | 77 : 76  | Виктория Шматова (18) Дарья Панасюк (28)                                              | Оксана Степанюк (11) Ангелина Михайлова (12)                                                | Виктория Шматова (7) Ангелина Михайлова (8)                                                     |
| 26.12 | Иртыш-ПНХЗ   | — | Тигры Астаны | 41 : 66  | Виктория Шматова, Эльмира Мусалимова, Александра Ковалевская (10) Ганна Зарицкая (16) | Виктория Шматова (7) Ганна Зарицкая (9)                                                     | Виктория Шматова (4) Ольга Дубровина (4)                                                        |
| 27.12 | Тигры Астаны | — | Окжетпес     | 101 : 30 | Анна Винокурова (21) Анна Коняхина (13)                                               | Анна Винокурова (14) Толганай Ермагамбетова (7)                                             | Ольга Дубровина (6) Ангелина Михайлова (1)                                                      |
| 28.12 | Окжетпес     | — | Иртыш-ПНХЗ   | 51 : 58  | Анна Коняхина (16) Виктория Шматова (26)                                              | Ангелина Михайлова (16) Эльмира Мусалимова (9)                                              | Анна Коняхина (4) Виктория Шматова (4)                                                          |
| 27.01 | Иртыш-ПНХЗ   | — | Окжетпес     | 41 : 56  | Дарья Королёва (18) Дарья Панасюк (24)                                                | Дарья Королёва (12) Дарья Панасюк, Анна Коняхина (10)                                       | Дарья Панасюк (2) Анна Коняхина, Ангелина Михайлова (3)                                         |
| 28.01 | Окжетпес     | — | Тигры Астаны | 32 : 66  | Анна Коняхина (12) Тамара Ягодкина (20)                                               | Татьяна Григорьева, Дарья Панасюк (9) Анна Винокурова (5)                                   | Анна Коняхина (2) Ольга Дубровина (6)                                                           |
| 29.01 | Тигры Астаны | — | Иртыш-ПНХЗ   | 69 : 39  | Ганна Зарицкая (21) Дарья Королёва (10)                                               | Екатерина Карнова (8) Оксана Степанюк (12)                                                  | Ольга Дубровина (5) Александра Алимбекова, Карина Оленберг, Дарья Королёва, Оксана Степанюк (1) |
| 17.02 | Тигры Астаны | — | Окжетпес     | 71 : 55  | Ганна Зарицкая (20) Татьяна Григорьева (22)                                           | Ганна Зарицкая (10) Анна Коняхина (8)                                                       | Ганна Зарицкая (8) Татьяна Григорьева (6)                                                       |
| 18.02 | Окжетпес     | — | Иртыш-ПНХЗ   | 77 : 48  | Татьяна Григорьева (28) Виктория Шматова, Дарья Королёва (16)                         | Анна Коняхина (11) Карина Оленберг, Дарья Королёва (6)                                      | Ольга Колесникова (7) Александра Ковалевская, Дарья Королёва, Виктория Шматова (3)              |
| 19.02 | Иртыш-ПНХЗ   | — | Тигры Астаны | 28 : 59  | Карина Оленберг (13) Ольга Дубровина (15)                                             | Карина Оленберг (8) Анна Винокурова (5)                                                     | Александра Ковалевская (4) Екатерина Карнова (3)                                                |
| 17.03 | Иртыш-ПНХЗ   | — | Тигры Астаны | 61 : 67  | Виктория Шматова (22) Анна Винокурова (16)                                            | Дарья Королёва (8) Ганна Зарицкая (11)                                                      | Виктория Шматова, Дарья Королёва (5) Ольга Дубровина (10)                                       |
| 18.03 | Окжетпес     | — | Иртыш-ПНХЗ   | 69 : 68  | Татьяна Григорьева (34) Александра Ковалевская (18)                                   | Анна Коняхина, Татьяна Григорьева (8) Карина Оленберг (11)                                  | Татьяна Григорьева (6) Виктория Шматова (6)                                                     |
| 19.03 | Тигры Астаны | — | Окжетпес     | 90 : 63  | Ганна Зарицкая (24) Татьяна Григорьева (18)                                           | Ганна Зарицкая (6) Анна Коняхина (6)                                                        | Ольга Дубровина (8) Ангелина Михайлова (7)                                                      |

### Турнирная таблица
|  | Выход в плей-офф |

| Место | Команда      | Игры | Поб | Пор | Забито | Пропущено | +/-  | Очки |
| ----- | ------------ | ---- | --- | --- | ------ | --------- | ---- | ---- |
| 1     | Тигры Астаны | 12   | 12  | 0   | 941    | 527       | +414 | 24   |
| 2     | Иртыш-ПНХЗ   | 12   | 3   | 9   | 611    | 811       | −200 | 15   |
| 3     | Окжетпес     | 12   | 3   | 9   | 652    | 859       | −207 | 15   |

## 1/2 финала
| 10 апреля 2017 17:00 | Отчёт | Тигры Астаны (1)         | 81:33    | Астана (0)                          | СК "Жаксы-2", Щучинск Зрителей: 0 Судьи: Алексей Степаненко, Александр Артюшихин, Арнур Серикулы |
| 10 апреля 2017 17:00 | Отчёт | 30:15, 21:3, 16:11, 14:4 |          |                                     | СК "Жаксы-2", Щучинск Зрителей: 0 Судьи: Алексей Степаненко, Александр Артюшихин, Арнур Серикулы |
| 10 апреля 2017 17:00 | Отчёт | Тамара Ягодкина (23)     | Очки     | Динара Молдахметова (8)             | СК "Жаксы-2", Щучинск Зрителей: 0 Судьи: Алексей Степаненко, Александр Артюшихин, Арнур Серикулы |
| 10 апреля 2017 17:00 | Отчёт | Надежда Кондракова (12)  | Подборы  | Рауан Туткишова (8)                 | СК "Жаксы-2", Щучинск Зрителей: 0 Судьи: Алексей Степаненко, Александр Артюшихин, Арнур Серикулы |
| 10 апреля 2017 17:00 | Отчёт | Екатерина Карнова (5)    | Передачи | Эвелена Борисова, Оксана Багмет (2) | СК "Жаксы-2", Щучинск Зрителей: 0 Судьи: Алексей Степаненко, Александр Артюшихин, Арнур Серикулы |

| 11 апреля 2017 17:00 | Отчёт | Астана (0)                               | 41:104   | Тигры Астаны (2)      | СК "Жаксы-2", Щучинск Зрителей: 0 Судьи: Алексей Степаненко, Александр Артюшихин, Арнур Серикулы |
| 11 апреля 2017 17:00 | Отчёт | 8:31, 13:18, 15:27, 5:28                 |          |                       | СК "Жаксы-2", Щучинск Зрителей: 0 Судьи: Алексей Степаненко, Александр Артюшихин, Арнур Серикулы |
| 11 апреля 2017 17:00 | Отчёт | Рауан Туткишова (12)                     | Очки     | Анна Винокурова (23)  | СК "Жаксы-2", Щучинск Зрителей: 0 Судьи: Алексей Степаненко, Александр Артюшихин, Арнур Серикулы |
| 11 апреля 2017 17:00 | Отчёт | Динара Молдахметова, Рауан Туткишова (6) | Подборы  | Тамара Ягодкина (10)  | СК "Жаксы-2", Щучинск Зрителей: 0 Судьи: Алексей Степаненко, Александр Артюшихин, Арнур Серикулы |
| 11 апреля 2017 17:00 | Отчёт | Оксана Багмет, Рауан Туткишова (3)       | Передачи | Екатерина Карнова (9) | СК "Жаксы-2", Щучинск Зрителей: 0 Судьи: Алексей Степаненко, Александр Артюшихин, Арнур Серикулы |

| 10 апреля 2017 15:00 | Отчёт | Окжетпес (1)              | 69:54    | Иртыш (0)             | СК "Жаксы-2", Щучинск Зрителей: 0 Судьи: Матевос Никогосян, Александр Артюшихин, Алексей Степаненко |
| 10 апреля 2017 15:00 | Отчёт | 18:19, 20:8, 17:15, 14:12 |          |                       | СК "Жаксы-2", Щучинск Зрителей: 0 Судьи: Матевос Никогосян, Александр Артюшихин, Алексей Степаненко |
| 10 апреля 2017 15:00 | Отчёт | Татьяна Григорьева (38)   | Очки     | Виктория Шматова (22) | СК "Жаксы-2", Щучинск Зрителей: 0 Судьи: Матевос Никогосян, Александр Артюшихин, Алексей Степаненко |
| 10 апреля 2017 15:00 | Отчёт | Дарья Панасюк (13)        | Подборы  | Виктория Шматова (14) | СК "Жаксы-2", Щучинск Зрителей: 0 Судьи: Матевос Никогосян, Александр Артюшихин, Алексей Степаненко |
| 10 апреля 2017 15:00 | Отчёт | Анна Коняхина (8)         | Передачи | Виктория Шматова (5)  | СК "Жаксы-2", Щучинск Зрителей: 0 Судьи: Матевос Никогосян, Александр Артюшихин, Алексей Степаненко |

| 11 апреля 2017 15:00 | Отчёт | Иртыш (0)                 | 43:77    | Окжетпес (2)            | СК "Жаксы-2", Щучинск Зрителей: 0 Судьи: Матевос Никогосян, Арсен Андрюшкин, Алексей Степаненко |
| 11 апреля 2017 15:00 | Отчёт | 15:21, 11:21, 11:15, 6:20 |          |                         | СК "Жаксы-2", Щучинск Зрителей: 0 Судьи: Матевос Никогосян, Арсен Андрюшкин, Алексей Степаненко |
| 11 апреля 2017 15:00 | Отчёт | Карина Оленберг (14)      | Очки     | Татьяна Григорьева (28) | СК "Жаксы-2", Щучинск Зрителей: 0 Судьи: Матевос Никогосян, Арсен Андрюшкин, Алексей Степаненко |
| 11 апреля 2017 15:00 | Отчёт | Виктория Шматова (8)      | Подборы  | Ангелина Михайлова (11) | СК "Жаксы-2", Щучинск Зрителей: 0 Судьи: Матевос Никогосян, Арсен Андрюшкин, Алексей Степаненко |
| 11 апреля 2017 15:00 | Отчёт | Виктория Шматова (5)      | Передачи | Татьяна Григорьева (8)  | СК "Жаксы-2", Щучинск Зрителей: 0 Судьи: Матевос Никогосян, Арсен Андрюшкин, Алексей Степаненко |

## Матч за 3-е место
| 14 апреля 2017 15:00 AST | Отчёт | Иртыш                                | 72 : 56  | Астана                   | СК «Жаксы-2», Щучинск Зрителей: 0 Судьи: Алексей Степаненко, Александр Артюшихин, Арнур Серикулы |
| 14 апреля 2017 15:00 AST | Отчёт | 23 : 20, 14 : 8, 18 : 13, 17 : 15    |          |                          | СК «Жаксы-2», Щучинск Зрителей: 0 Судьи: Алексей Степаненко, Александр Артюшихин, Арнур Серикулы |
| 14 апреля 2017 15:00 AST | Отчёт | Дарья Королёва (26)                  | Очки     | Динара Молдахметова (18) | СК «Жаксы-2», Щучинск Зрителей: 0 Судьи: Алексей Степаненко, Александр Артюшихин, Арнур Серикулы |
| 14 апреля 2017 15:00 AST | Отчёт | Дарья Королёва (20)                  | Подборы  | Фарида Абенова (8)       | СК «Жаксы-2», Щучинск Зрителей: 0 Судьи: Алексей Степаненко, Александр Артюшихин, Арнур Серикулы |
| 14 апреля 2017 15:00 AST | Отчёт | Дарья Королёва, Эльмира Абикеева (6) | Передачи | Оксана Багмет (8)        | СК «Жаксы-2», Щучинск Зрителей: 0 Судьи: Алексей Степаненко, Александр Артюшихин, Арнур Серикулы |

| 15 апреля 2017 13:00 AST | Отчёт | Астана (0)                         | 59 : 88  | Иртыш (2)             | СК «Жаксы-2», Щучинск Зрителей: 0 Судьи: Александр Артюшихин, Арнур Серикулы, Алексей Степаненко |
| 15 апреля 2017 13:00 AST | Отчёт | 17 : 28, 15 : 15, 12 : 25, 15 : 20 |          |                       | СК «Жаксы-2», Щучинск Зрителей: 0 Судьи: Александр Артюшихин, Арнур Серикулы, Алексей Степаненко |
| 15 апреля 2017 13:00 AST | Отчёт | Динара Молдахметова (12)           | Очки     | Виктория Шматова (31) | СК «Жаксы-2», Щучинск Зрителей: 0 Судьи: Александр Артюшихин, Арнур Серикулы, Алексей Степаненко |
| 15 апреля 2017 13:00 AST | Отчёт | Раиля Мубаракова (9)               | Подборы  | Дарья Королёва (10)   | СК «Жаксы-2», Щучинск Зрителей: 0 Судьи: Александр Артюшихин, Арнур Серикулы, Алексей Степаненко |
| 15 апреля 2017 13:00 AST | Отчёт | Фарида Абенова (3)                 | Передачи | Виктория Шматова (8)  | СК «Жаксы-2», Щучинск Зрителей: 0 Судьи: Александр Артюшихин, Арнур Серикулы, Алексей Степаненко |

## ФИНАЛ
| 14 апреля 2017 17:00 AST | Отчёт | Окжетпес                           | 61 : 100 | Тигры Астаны                                         | СК «Жаксы-2», Щучинск Зрителей: 0 Судьи: Алексей Степаненко, Александр Артюшихин, Арнур Серикулы |
| 14 апреля 2017 17:00 AST | Отчёт | 17 : 25, 11 : 27, 21 : 25, 12 : 23 |          |                                                      | СК «Жаксы-2», Щучинск Зрителей: 0 Судьи: Алексей Степаненко, Александр Артюшихин, Арнур Серикулы |
| 14 апреля 2017 17:00 AST | Отчёт | Татьяна Григорьева (39)            | Очки     | Тамара Ягодкина (26)                                 | СК «Жаксы-2», Щучинск Зрителей: 0 Судьи: Алексей Степаненко, Александр Артюшихин, Арнур Серикулы |
| 14 апреля 2017 17:00 AST | Отчёт | Анна Коняхина (6)                  | Подборы  | Ольга Дубровина, Ганна Зарицкая, Анна Винокурова (8) | СК «Жаксы-2», Щучинск Зрителей: 0 Судьи: Алексей Степаненко, Александр Артюшихин, Арнур Серикулы |
| 14 апреля 2017 17:00 AST | Отчёт | Ангелина Михайлова (5)             | Передачи | Екатерина Карнова (10)                               | СК «Жаксы-2», Щучинск Зрителей: 0 Судьи: Алексей Степаненко, Александр Артюшихин, Арнур Серикулы |

| 15 апреля 2017 15:00 AST | Отчёт | Тигры Астаны (2)                   | 88 : 52  | Окжетпес (0)            | СК «Жаксы-2», Щучинск Зрителей: 0 Судьи: Александр Артюшихин, Арнур Серикулы, Алексей Степаненко |
| 15 апреля 2017 15:00 AST | Отчёт | 16 : 17, 25 : 10, 22 : 14, 25 : 11 |          |                         | СК «Жаксы-2», Щучинск Зрителей: 0 Судьи: Александр Артюшихин, Арнур Серикулы, Алексей Степаненко |
| 15 апреля 2017 15:00 AST | Отчёт | Тамара Ягодкина (21)               | Очки     | Татьяна Григорьева (15) | СК «Жаксы-2», Щучинск Зрителей: 0 Судьи: Александр Артюшихин, Арнур Серикулы, Алексей Степаненко |
| 15 апреля 2017 15:00 AST | Отчёт | Ганна Зарицкая (10)                | Подборы  | Анна Коняхина (8)       | СК «Жаксы-2», Щучинск Зрителей: 0 Судьи: Александр Артюшихин, Арнур Серикулы, Алексей Степаненко |
| 15 апреля 2017 15:00 AST | Отчёт | Ольга Дубровина (6)                | Передачи | Ангелина Михайлова (8)  | СК «Жаксы-2», Щучинск Зрителей: 0 Судьи: Александр Артюшихин, Арнур Серикулы, Алексей Степаненко |

## Итоговое положение
| «Тигры Астаны» |
| «Окжетпес»     |
| «Иртыш»        |
| 4."Астана"     |